# The Free
The Free — немецкая евродэнс-группа, образованная в 1994 году под руководством двух талантливых продюсеров: немцем Феликсом Гаудером (E-Rotic, Das Modul) и итальянцем Олафом Роберто Босси. В состав группы входили: рэпер Чарльз Симмонс (Charles Simmons), который являлся соавтором текстов многих песен группы, и вокалистка Ирис Тревизан (Iris Trevisan). В коллектив также вошли профессиональные танцовщицы Virginia Michailoglou и Nejet Yolcu.
В 1994 году The Free выпускают свой дебютный сингл «Born Crazy.» Следом за ним, в феврале 1995, выходит сингл «Dance The Night Away», который становится одним из главный евродэнс-хитов 1995 года и самым успешным синглом группы за всё время их существования. А в сентябре выходит третий официальный сингл «Lover On The Line» — последний в котором звучит вокал Ирис Тревизан.
В конце 1995 года Ирис покидает группу и ей на смену приходит Алида Джонсон (Ayla J). В феврале 1996 года выходит первый сингл (4-й по счету) с её участием — «Shout».
В апреле 1996 выходит долгожданный дебютный (и единственный) альбом группы — «Crazy Worlds», а за ним сингл «Loveletter From Space», полностью исполненный Чарльзом Симмонсом. В эти годы певец также активно работает в студиях на записи альбомов и синглов Mary J. Blige, Stefan Raab, Shaggy, Xavier Naidoo, Weather Girls, Sasha, Haddaway, Joy Denalane, Thomilla, Scorpio и Backstreet Boys.
В 1999 году, после 2-х лет затишья, The Free выпускает сингл «Fly», в который также вошёл трек You’re The One For Me с вокалом Чарльза Симмонса, который стал последним в дискографии проекта.
В 2001 году на лэйбле Polydor вышел сингл Relounge feat. Charles Simmons - Loveletter From Space.
Сейчас Чарльз Симмонс продолжает сольную карьеру.

## Дискография
За время своего существования проект «The Free» успел выпустить 1 студийный альбом, 10 синглов (включая ремикс-синглы) и 4 видеоклипа.

### Альбомы
- Crazy Worlds (1996)

### Синглы
- Born Crazy (1994)
- Dance The Night Away (1995)
- Lover On The Line (1995)
- Shout! (1996)
- Loveletter From Space (1996)
- Fly (1999)